# Sociedad Internacional de Limnología
La Sociedad Internacional de Limnología es una sociedad científica internacional que disemina información entre limnólogos, quienes estudian todos los aspectos de aguas continentales, incluyendo su física, química, biología, geología, y administración. Esta Sociedad fue fundada por August Thienemann y Einar Naumann en 1922 como la Asociación Internacional de Limnología Teórica y Aplicada y Societas Internationalis Limnologiae, SIL.
Para el año 2008 tenía aproximadamente 2.800 miembros.
SIL publica las siguientes publicaciones científicas: 
- La revista Limnología Fundamental y Aplicada:Archiv für Hydrobiologie; antes del año 2007 se llamaba Archiv für Hydrobiologie.
- Comunicaciones (Mitteilungen), publicación irregular.
- Limnología en Países en desarrollo, una serie de libros.
- Proceedings o actas de congresos, hasta 2007, publicado como Verhandlungen Internationale Vereinigung für theoretische und angewandte Limnologie.
- SIL ha descontinuado la publicación del Verhandlungen y ha sido reemplazada con una revista de revisión por pares llamada Inland Waters. La revista fue lanzada en el 31.º Congreso de la SIL en Ciudad del Cabo, 2010, con la primera publicación en 2011. La revista se mantiene y apoya con la aplicación electrónica y sistema de seguimiento de la Asociación Biológica De agua dulce. Los manuscritos se publican consecutivamente en línea (conforme son aceptados) y trimestrales en formato impreso. El acceso a la versión electrónica está proporcionado a todos los miembros y suscriptores de la SIL.

## Congresos
- 1922	Alemania
- 1923	Austria
- 1925	URSS
- 1927	Italia
- 1930	Hungaria
- 1932	Países Bajos
- 1934	Yugoslavia
- 1937	Francia
- 1939	Suecia
- 1948	Suiza
- 1950	Bélgica
- 1953	Gran Bretaña
- 1956	Finlandia
- 1959	Austria
- 1962	Estados Unidos
- 1965	Polonia
- 1968	Israel
- 1971	URSS
- 1974	Canadá
- 1977	Dinamarca
- 1980	Japón
- 1983	Francia
- 1987	Nueva Zelandad
- 1989	Alemania
- 1992	España
- 1995	Brasil
- 1998	Irlanda
- 2001	Australia
- 2004	Finlandia
- 2007	Canadá

(Arriba lista de Jones, 2010)
- 2010	Sudáfrica
- 2013	Hungaria
- 2016	Italia
- 2018	China
- 2021	Corea del Sur